# 세르게이 림
세르게이 게오르기예비치 림(러시아어: Серге́й Гео́ргиевич Лим, 1987년 11월 26일~)은 카자흐스탄의 유도 선수이다. 

## 경력
소련 알마알타의 고려인 가정에서 테어났다. 2006년 10월 도미니카 공화국의 산토도밍고에서 열린 2006년 세계 주니어 선수권 대회에서 그리스의 타리엘 진디리디스의 뒤를 이어 준우승을 차지했다.
2012년 4월에 우즈베키스탄 타슈켄트에서 열린 2012년 아시아 선수권 대회에서 대한민국의 최민호를 꺾으며 우승하였고, 같은 해 7월에 영국 런던에서 열린 2012년 하계 올림픽에 카자흐스탄 국가대표로 참가하였다. 그는 이 대회에서 첫 상대인 불가리아의 마르틴 이바노프를 꺾었으며, 다음 상대인 일본의 에비누마 마사시에게 패하여 탈락했다.
유도 선수에서 은퇴한 후 종합격투기 선수가 되었으며, 2022년 1월 18일 로드 FC에서 개최한 ARC 007 프로 리그에 -70KG 라이트급으로 출전하여 김의종을 상대로 2라운드 1:21 서브미션 승리하였다.